# Perasia jaliscana
Perasia jaliscana är en fjärilsart som beskrevs av William Schaus 1901. Perasia jaliscana ingår i släktet Perasia och familjen nattflyn. Inga underarter finns listade i Catalogue of Life.